# Бакеліт

Просторова структура бакеліту

Бакелі́т (поліоксибензилметиленглікольангідрид, карболіт) — перша штучна пластмаса, створена бельгійцем Лео Бакеландом у 1909 році. Бакеліт — твердий, міцний і теплоізоляційний матеріал, використовується як електроізолятор. Утворюється у результаті реакції фенолу з формальдегідом, що дає смолу, яка твердіє після нагрівання. Вироби з бакеліту одержують у результаті формування (одночасного нагрівання і видавлювання у форму).

## Історія створення
Спочатку бакеліт створювався як заміна шелаку — природної смоли, що виробляється тропічними комахами — лаковими червецями. Провівши реакцію поліконденсації фенолу і формальдегіду, Лео Бекеланд спочатку отримав термопластичну фенолоформальдегідну смолу. Цей полімер Лео Бакеланда назвав «Novolak», проте успіху на ринку він не мав. Продовжуючи дослідження в області реакції між фенолом і формальдегідом, а також підбираючи різні наповнювачі (азбестовий порошок тощо), Бекленд отримав полімер, для якого не зміг знайти розчинника. Це навело його на думку, що такий практично нерозчинний і не електропровідний полімер може виявитися дуже цінним. У 1909 винахідник повідомив про отриманий ним матеріалі, який він назвав «бакелітом». Цей матеріал був першим синтетичним реактопластом — пластиком, який не розм'якшувався при високій температурі. У 1909 отримав патент на свій матеріал (U.S. Patent 0.942.809 Condensation product and method of making same). А в наступному 1910 Лео Бекленд заснував компанію, яку назвав Bakelite Corporation.

## Застосування бакеліту

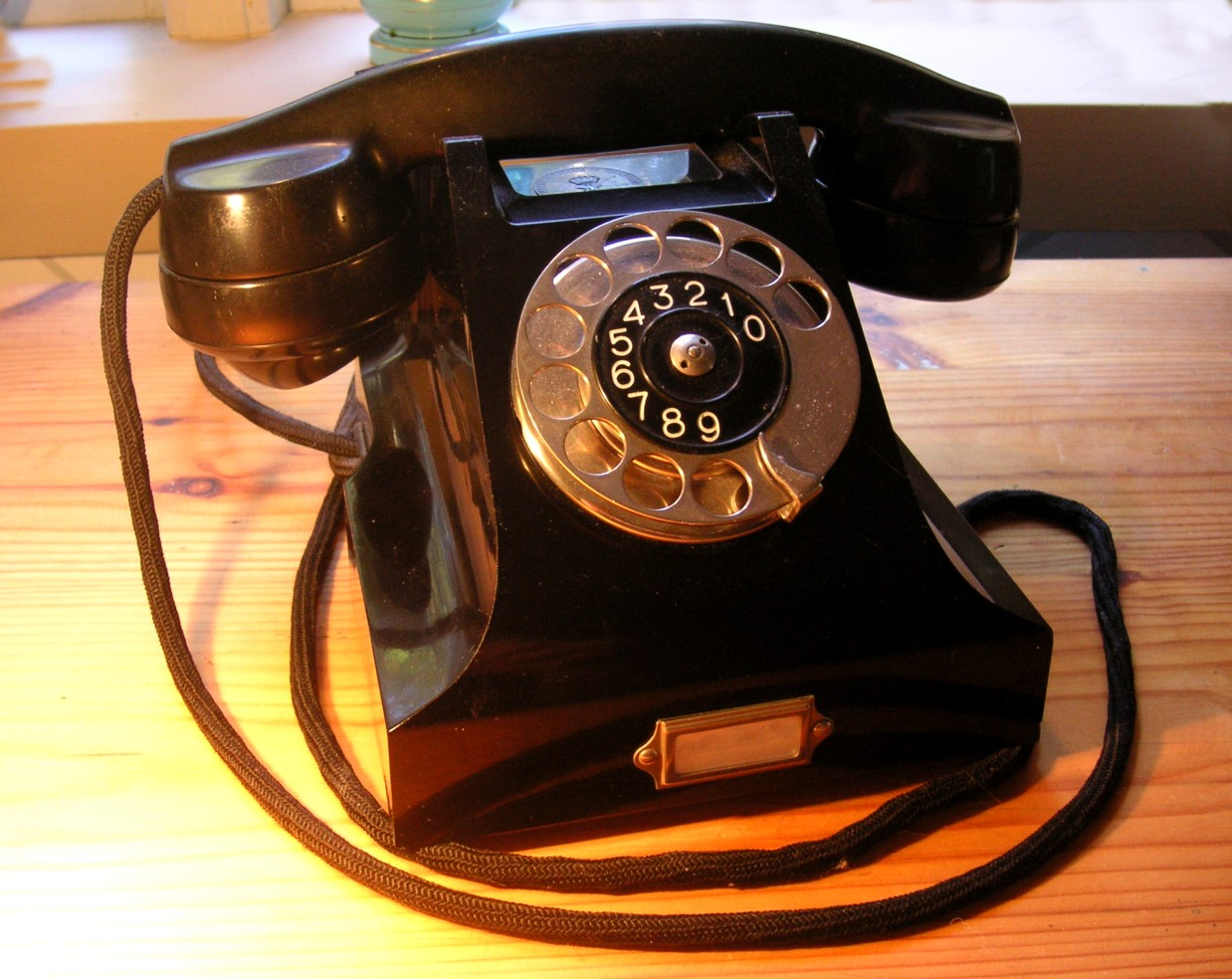
Телефонний апарат з корпусом із бакеліту

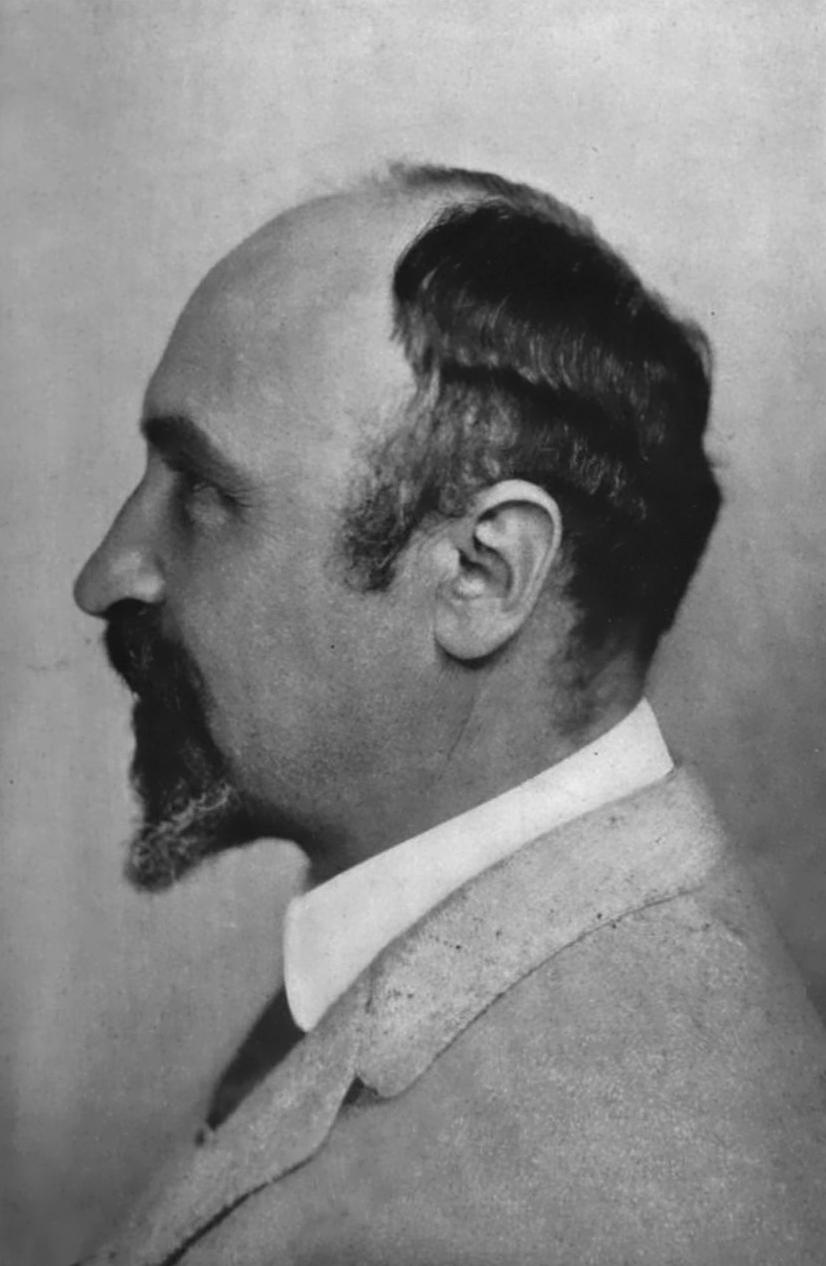
Винахідник бакеліту — Лео Бакеланд

По цілому ряду властивостей пластмаси на основі фенолоформальдегідної смоли і зараз залишаються неперевершеним матеріалом. Із застосуванням даних матеріалів виготовляли та виготовляють:
- деталі для широкого спектра продукції машинобудування, гальмові колодки для вагонів метрополітену, абразивні інструменти, сходинки для ескалаторів у метро, ручки для інструменту та приладів
- електротехнічні вироби — вилки, розетки, вимикачі, електролічильники, електропраски, корпуси електродвигунів, реле і магнітні пускачі, клемні коробки
- корпуси різних апаратів — телефонів, радіоприймачів, фотоапаратів; деталі елементів електронної апаратури — радіоламп, електронно-променевих трубок, конденсаторів тощо
- деталі зброї і військової техніки
- елементи кухонного приладдя: ручки для ножів, сковорідок, каструль та чайників, газових плит
- фанеру і деревно-стружкові плити (сполучний матеріал); деталі меблів та меблева фурнітура
- гетинакс — матеріал для виготовлення друкованих плат
- текстоліт — матеріал для виготовлення друкованих плат і конструкційний матеріал
- шашки, шахи, доміно та інші недорогі елементи настільних ігор
- сувеніри, канцтовари, біжутерію, годинники
- клеї та лаки — клей БФ (бакеліто-фенольний)